# Arbérats-Sillègue
Arbérats-Sillègue (en euskera Arberatze-Zilhekoa) es una localidad y comuna francesa, situada en el departamento de Pirineos Atlánticos, en la región de Aquitania. Pertenece al territorio histórico vascofrancés de Baja Navarra.
Administrativamente también depende del Distrito de Bayona y del Cantón de País de Bidache, Amikuze y Ostibarre.

## Heráldica
En campo de gules, diez veneras de plata, puestas en tres palos de 3, 4 y 3.

## Demografía
| Gráfica de evolución demográfica de Arbérats-Sillègue entre 1800 y 2012 |
|                                                                         |

El resultado del año 1800 es la suma final de todos los datos parciales obtenidos antes de la creación de la comuna (14 de abril de 1841).
Fuentes: Ldh/EHESS/Cassini e INSEE.